# 냉면 (가곡)
〈냉면〉은 한국의 가곡으로, 미국 학생의 노래 중 하나인 〈비블 라 콤파니〉(Vive la Compagnie)를 작곡가 박태준이 편곡한 후 가사를 붙였다.

## 가사
‘한 촌사람 하루는 성내 와서’로 시작하는, 시골에 사는 사람이 성내의 번화가를 구경하다가 냉면을 맛나게 먹었다는 내용을 경쾌한 가락에 맞추어 표현했다.
본래 3절까지 있으나 3절이 면발이 콧구멍에서 나온다고 해서 교과서에는 2절까지만 수록되었다.

## 편곡
대한민국의 음악 그룹 강병철과 삼태기가 이 노래를 다시 편곡한 후 약간의 나레이션을 가미하여 불렀으며, 1984년 《삼태기 메들리》 음반에 수록되었다.